# Klement XIII.
Klement XIII., vlastním jménem Carlo della Torre di Rezzonico (7. března 1693 Benátky – 2. února 1769 Vatikán), byl papežem od 6. července 1758 do 2. února 1769.
Jeho pontifikát byl zastíněn neustálým tlakem potlačit Tovaryšstvo Ježíšovo. Přesto však bojoval za udržení jejich řádu a byl v té době jejich největším obráncem.

## Život

### Mládí
Carlo della Torre di Rezzonico se narodil 7. března 1693 do šlechtické rodiny v Benátkách, jako druhé ze dvou dětí muže, který koupil nedokončený palác na Canal Grande (dnes Ca 'Rezzonico) a dokončil jeho stavbu. Jeho otec Giovanni Battista Rezzonico a matka Vittoria Barbarigová měli ještě syna Aurelia.
Dostalo se mu jezuitského vzdělání v Bologni a později studoval na univerzitě v Padově, kde získal doktorát z kanonického a občanského práva. Odtamtud cestoval do Říma, kde navštěvoval Papežskou církevní akademii.
Rezzonico se stal referendem Nejvyššího tribunálu apoštolské signatury v roce 1716 a v této pozici zůstal do roku 1718, kdy byl jmenován guvernérem Fana. Na kněze byl vysvěcen 23. prosince 1731 v Římě. Klement XII. jej jmenoval kardinálem 20. prosince 1737, jako kardinála-jáhna u San Nicola in Carcere. Také jej pověřil plněním různých důležitých funkcí v římské kurii.
Rezzonico byl zvolen roku 1743 biskupem v Padově a vysvětil jej Benedikt XIV. Rezzonico navštěvoval svou diecézi často a reformoval ji tak, aby fungovala. Zde se soustředil na sociální potřeby diecéze. Stal se tak prvním, kdo to udělal v posledních pěti desetiletích. Později se rozhodl stát se kardinálem-knězem u Santa Maria in Aracoeli. Stalo se tak roku 1747. Později, roku 1755, se stal kardinálem-knězem u San Marco.

### Zvolení papežem
Protože papež Benedikt XIV. zemřel na dnu, konalo se roku 1758 konkláve, aby zvolilo nového papeže. Přímá jednání mezi soupeřícími frakcemi vyústila v návrh na volbu Rezzonica. Navečer 6. července 1758 byl Rezzonico zvolen papežem, a to když získal 31 hlasů ze 44. Vybral si jméno Klement XIII., na počest Klementa XII., který jej jmenoval kardinálem. Rezzonico byl intronizován do svého úřadu 16. července 1758 kardinálem Alessandrem Albanim. Ve stejném roce se Ludvík Rezzonico přiženil do vlivné rodiny Savorgnanů. Rezzonico byl proslulý svou bezuzdnou protekcí po celou dobu svého pontifikátu.

### Činnosti
Mimo to, že byl tichý, přívětivý, poctivý a mírný, tak si také dával pozor na chyby. Ve svém životě měl mnoho soukromého štěstí.

### Jezuité
Pontifikát Klementa XIII. byl opakovaně narušován spory o utlačování jezuitů, přicházejícími z francouzských pokrokových filozofických osvíceneckých kruhů.
Umístil dílo Encyklopedie aneb Racionální slovník věd, umění a řemesel na Index zakázaných knih. Tento index však neměl tak velký vliv, jako v minulém století. Velmi nečekaný odpor přišel z málo pokrokových dvorů ve Španělsku, Království obojí Sicílie a Portugalsku. Roku 1758 reformátor Josef I. Portugalský zvaný markýz de Pombal (vládl 1750-1777) vyhnal jezuity z Portugalska a všechny nechal přepravit do italského přístavního města Civitavecchia, jako "dar pro papeže." V roce 1760 poslal markýz de Pombal papežského nuncia domů a odvolal portugalského velvyslance z Vatikánu. Pamflet s názvem Krátký vztah, který prohlašoval, že jezuité si vytvořili vlastní svrchované nezávislé království v Jižní Americe, a to kvůli velkým ambicím a hrabivosti. Tento pamflet jezuity také poškodil. Klement XIII. vydal 8. listopadu 1760 papežskou bulu Quantum ornamenti, ve které souhlasil s žádostí španělského krále Karla III., aby bylo Neposkvrněné početí patronem Španělska, a to i v jeho východních a západních oblastech, přičemž zde byl spolupatronem svatý Jakub Větší.
Francouzský Parlement de Paris, se svým silným buržoazním pozadím a sympatizanty jansenismu, zahájil na jaře roku 1761 kampaň na vyhnání jezuitů z Francie a publikované výňatky z jezuitských spisů Extrait des assertions poskytly důkazy proti jezuitům (ačkoli je pravděpodobné, že mnohé z výroků, které Extrait obsahoval, byly sepsány tak, aby vytrženy z kontextu vypadaly horšími, než byly). Ačkoli sbor biskupů shromážděných v prosinci roku 1761 v Paříži nedoporučoval žádné opatření, Ludvík XV. vydal královský rozkaz, který umožnil jezuitům ve Francii zůstat s podmínkou, že některé zásadně liberalizující změny ve svém společenství uspokojí Parlement tím, že francouzský generální vikář jezuitů bude nezávislý na generálním představeném v Římě. Když Parlement soudním rozhodnutím ze dne 2. srpna 1762 potlačil jezuity ve Francii a uložil neobhajitelné podmínky každému, kdo ve Francii zůstal, protestoval Klement XIII. proti této invazi na práva církve anulováním tohoto parlamentního rozhodnutí. Ministři Ludvíka XV. však takovéto rozhodnutí Klementa XIII. nemohli dovolit a jezuité byli nakonec v listopadu roku 1764 z Francie vyhnáni.

## Biskupská genealogie
Následující tabulka obsahuje genealogický strom, který ukazuje vztah mezi svěcencem a světitelem – pro každého biskupa na seznamu je předchůdcem jeho světitel, zatímco následovníkem je biskup, kterého vysvětil. Klement XIII. patří k linii kardinála Rebiby. Rekonstrukcím a vyhledáním původu v rodové linii ze zabývá historiografická disciplína biskupská genealogie.
1. kardinál Scipione Rebiba
2. kardinál Giulio Antonio Santorio
3. kardinál Girolamo Bernerio, OP
4. arcibiskup Galeazzo Sanvitale
5. kardinál Ludovico Ludovisi
6. kardinál Luigi Caetani
7. kardinál Ulderico Carpegna
8. kardinál Paluzzo Paluzzi Altieri Degli Albertoni
9. papež Benedikt XIII.
10. papež Benedikt XIV.
11. papež Klement XIII.